# Bual (kommunhuvudort)
Bual är en kommunhuvudort i Spanien.   Den ligger i provinsen Province of Asturias och regionen Asturien, i den nordvästra delen av landet, 400 km nordväst om huvudstaden Madrid. Bual ligger 412 meter över havet och antalet invånare är 2 162.
Terrängen runt Bual är kuperad. Runt Bual är det glesbefolkat, med 12 invånare per kvadratkilometer. Närmaste större samhälle är Navia, 13,8 km nordost om Bual. I omgivningarna runt Bual växer i huvudsak blandskog.